# 极客
极客，又譯為技客、奇客，是英文单词geek的音譯兼義譯。原本的俚语是指反常的人。
这个词在「美国俚语」中意指智力超群，善于钻研但不愛社交的学者或知识分子，含有贬义，因为极客經常鑽研于自己感兴趣的领域，可以牺牲个人卫生、社交技巧或社会地位（但并不是所有的geek都会这么做）。但近年来，随着互联网文化兴起，其贬义的成分正在减少。
但这个词仍保留拥有超群的智力和努力的本意，又通常被用于形容对计算机和网络技术有狂热兴趣并投入大量时间钻研的人。所以俗称发烧友或怪杰。如电脑怪杰（computer geek），技术宅/科技怪杰（techno-geek），玩家怪杰（gamer geek）等。

## 词源
这个词来自英语方言，geek或geck（意思是“傻瓜”或“怪胎”）。这词的词根可以追溯到荷兰和南非荷兰语的形容词GEK（“疯狂”）。
在英语中，这个词首先出现在罗伯特·海因莱因的1952年短篇小说《困境的一年》。

## 释义
随着时间的推移极客的定义已发生很大变化，已经不再有一个明确的含义。nerd一詞也有类似的意义，但有很多不同，他们的差异是存在争议的。在2007年接受采访时，理查德·克拉克说，nerd和geek之间的差异是“极客是能做实事的（geek gets it done）”，朱莉·史密斯定义极客为“聪明的年轻人，内向，不擅长社交，与生活脱节，却沉迷电脑或者其他空间，在那儿他觉得更加真实和兴奋。”
有许多种类的极客，如科学极客、数学极客、电脑极客、历史极客、游戏极客等。
這字在20世紀30年代美國流動嘉年華會從事另類表演的人。

## 冲击
极客，特别是面向技术的极客，现在对全球经济和社会产生了强大的影响力。极客往往在研究部门，实验室和支持部门，现在，他们越来越多地占据企业高级职位，拥有巨大的商业和政治影响力。当2011年2月17日美国总统奥巴马在加利福尼亚州的私人晚宴上会见了Facebook的马克·扎克伯格——世界上最大的技术公司的总裁时，纽约杂志撰写了题为“世界上最有权势的人会见奥巴马总统”的新闻，当时，扎克伯格的公司已发展到超过十亿用户。
马克·罗德称极客的崛起代表着人类进化的新阶段。在他的书《非自然选择》中阐述：为什么极客能统治地球，他认为“高科技时代更偏爱有极客特质的人，其中许多人都有自闭症，多动，或口吃倾向。此前，这些人可能处于劣势，但现在他们独特的认知方式使他们中的一些人与新技术的时代精神产生共鸣，从而获得成功。“
经济学人杂志2012年6月2日写到：“那些极客可能在学校不好过，他们可能被运动员们嘲笑，在聚会中被忽视。但现在任何正經嚴謹的组织想要蓬勃发展都离不开他们。”

## 极客时尚
“极客时尚”指的是在2000年代中期兴起的非主流时尚文化，年轻人刻意采用“极客”风格的时装，如超大的黑色角质架镜框，吊带 / 背带，和highwaist trousers。没有度数或者没有镜片的黑框眼镜是这个潮流的标志，一些名人也纷纷尝试这种极客风格，如贝克汉姆（David Beckham）、贾斯汀（Justin Timberlake）。同时，在体育界，很多NBA球员也在赛后采访戴上这种“极客”眼镜，如史蒂夫（Steve Urkel）。

## 自我标榜
在geek时尚潮流之后，术语“极客时尚”被挪用了，一些自我标榜为“极客”的人，用极客这个词，来代表某种在高科技社会中可以被主流社会接受的某种角色。

## 外部連結
- The Geek Test （页面存档备份，存于）
- Geek Culture: The Third Counter-Culture （页面存档备份，存于）, an article discussing geek culture as a new kind of counter-culture.
- Hoevel, Ann. "Are you a nerd or a geek? （页面存档备份，存于）" CNN. December 2, 2010.
- "Geek Chic" （页面存档备份，存于）, USA Today, October 22, 2003
- "Suddenly, It's Hip to be Square" （页面存档备份，存于）, Associated Press, July 18, 2005
- "How Geek Chic Works" （页面存档备份，存于）
- Nerd Project at the Wikiversity （页面存档备份，存于）